# جان-لوك كارون
جان-لوك كارون (بالفرنسية: Jean-Luc Caron)‏ هو طبيب فرنسي، ولد في 4 ديسمبر 1948 في باريس في فرنسا.